# Roy Shirley
Roy Shirley (Kingston, Jamajka, 18. srpnja 1944. – Thamesmead, London, srpnja 2008.) je bio jamajčki glazbenik. Osim pod imenom Roy Shirley, poznat je kao King Roy Shirley i The High Priest), a pravo ime mu je Ainsworth Roy Rushton Shirley. Bio je pjevač čija se karijera protezala od ska, rocksteadyja i reggaea, a njegovi pjesmu Hold Them određeni glazbeni krugovi smatraju prvom rocksteady pjesmom ikad. Bio je jedan od izvorne postave glazbenog sastava The Uniques.
Rodio se 18. srpnja 1944. Odrastao je u Trench Townu. Karijeru je počeo sudjelujući na natjecanjima mladih nadarenih glazbenika. Nakon što mu prve snimke kod producenta Simeona L. Smitha nisu objavljene, otišao je raditi s Lesliejem Kongom koji je objavio njegov prvi singl Oh Shirley, suaranžirajući s prijateljem Jimmyjem Cliffom, davši mu tako hit za 1965. godinu. Shirley je potom oformio sastav The Leaders zajedno s Kenom Bootheom, Joeom Whiteom i Chuckom Josephsom.
Sastav nije uspio. Na to je se Shirley pridružio Slimu Smithu i Franklynu Whiteu u izvornoj postavi The Uniquesa. Kad se ova postava raspala, Shirley je 1966. snimio Hold Them, pjesmu koju se smatra kao jednom od prvih rocksteady pjesama, i nadahnuta ritmom sastava Salvation Army. Pokušao je izvesti Hold Them i u ska ritmu, no nije uspio, jer je usporilo ritam. Izvorno je pokušao snimiti pjesmu sa Slimom Smithom i Kenom Bootheom za producenta Joeom Gibbsom, no nije išlo, tim više što su se drugi pjevači borili radi odmicanja od ska žanra, pa je Gladstone Anderson sugerirao Gibbsu neka Shirley samostalno izvede pjesmu.
Pjesma je postala veliki hit na Jamajci. Osim toga, Shirley je snimio još nekoliko singlica za Gibbsa, među ostalim Dance The Arena, The World Needs Love i Music Is The Key, no nisu postigle uspjeh prvog singla. Shirley je poslije otišao raditi s Bunnyjem Leejem davši producentu prvu uspješnicu Music Field koju su pratile i druge kao Get on the Ball. Shirleyev stil potječe velikim dijelom od američkih soul glazbenika kao što je Solomon Burke. Postao je poznat po svojim ekstatičnim izvedbama na pozornici. Često je nastupao noseći dugu srebrnu cappu i visoki ovratnik. Jamaica Observer ga je opisao kao "možda jednim od najkomičnijih izvođača koji je proizašao iz jamajčke popularne glazbe". Kasne 1968. je Shirley osnovao svoju diskografsku kuću Public te sam počeo producirati i objavljivati svoja izdanja kao što su Prophecy Fulfilling, Flying Reggae i On Board.
Shirley je 1971. imao još jedan veliki hit A Sugar za Randy's. Išao je 1972. godine na turneju po Uj. Kraljevstvu s U-Royem i Maxom Romeom. Dogodine mu je Uj. Kraljevstvo postalo sjedištem. Ondje je osnovao All Stars Artistic Federated Union 1976. godine radi pomaganja inim umjetnicima izbjeći neke od stupica glazbene industrije. Svoj prvi album The Winner je objavio 1976. godine. Svirao je na glazbenom festivalu Reggae Sunsplash 1982. godine i njegovo se ime našlo na albumu koji je sadržavao skladbe s tog festivala. Zatim je otvorio prodavaonicu u londonskom okrugu Dalstonu.
Kasnijih godine je osnovao British Universal Talent Development Association radi pomaganja mladih nadarenih glazbenika kojima se nepravedno uskraćivalo prava i povlastice. Nastavio je izvoditi glazbu, no pojavljivao se povremeno. Njegova zadnja pojava na pozornici je bila na glazbenom festivalu Sierra Nevada World Music Festival lipnja 2008. godine.
Umro je u svom domu u londonskoj četvrti Thamesmead srpnja 2008. u dobi od 63 godine. Koncert u sjećanje na njega se održao 30. kolovoza. Na koncertu su među ostalima svirali Derrick Morgan, Dennis Alcapone, BB Seaton i Michael Prophet. Tijelo mu je vraćeno na Jamajku uz pomoć jamajčke vlade. Ondje je i pokopan, a na pokopu su nazočili glazbenici, među njima Ken Boothe i Dwight Pinkney te vladini predstavnici.

## Albumi
- The Winner (1976.) Trenchtown
- Good News (1981.) GG's
- The Return Of The High Priest (1982.) Weed Beat
- Control Them Volume One (1995.) Della International
- Black Lion Negus Rastafari (1996.) Lion Roots
- Get In The Groove (1997.) Rocky One
- Music Is The Key (2003.) Trojan
- Nice Up The City (2003.) King Roy
- Your Musical Priest (2004.) Westside/Demon
- The High Priest: The Great Roy Shirley Rhino

## Vanjske poveznice
- Službene stranice  Arhivirana inačica izvorne stranice od 7. rujna 2008. (Wayback Machine)
- Roots Archives  Arhivirana inačica izvorne stranice od 26. svibnja 2011. (Wayback Machine) Roy Shirley